# Parco nazionale delle Cascate Murchison

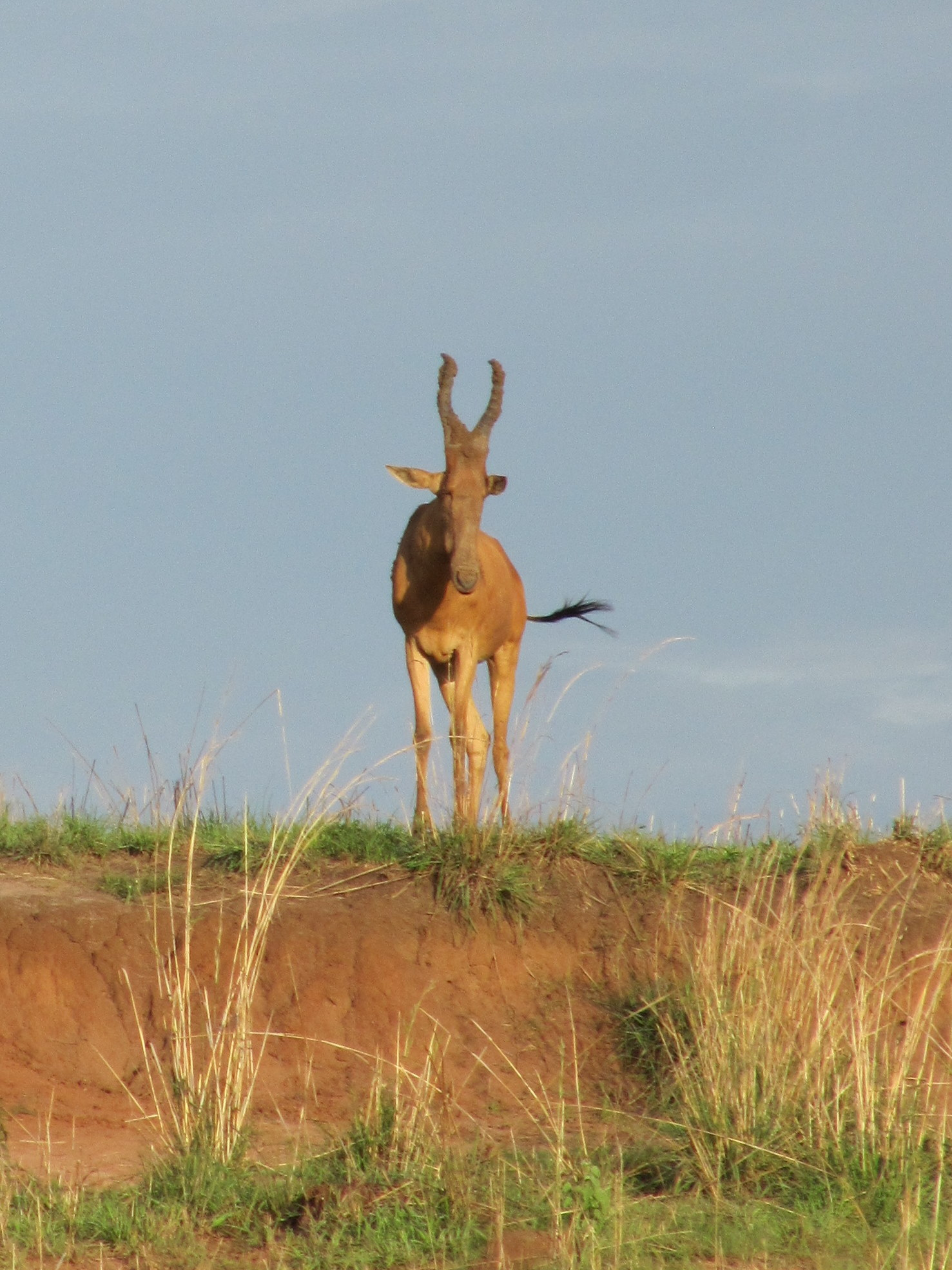
Un lelwel o alcelafo di Jackson (Alcelaphus buselaphus lelwel) nel parco.

Il parco nazionale Murchison Falls è un parco nazionale situato nell'Uganda nord-occidentale. Copre una superficie di 3877 km² e si trova ad un'altitudine compresa tra 500 e 1292 m sul livello del mare. Si trova a circa 230 km via terra da Kampala.

## Flora e fauna
Il parco nazionale Murchison Falls è la più grande area protetta del Paese. Insieme alle adiacenti riserve naturali di Bugungu (473 km²) e Karuma (675 km²), situate ad un'altitudine compresa tra 600 e 1300 m, forma la cosiddetta Murchison Falls Conservation Area, che ricopre una superficie totale di 5025 km².
Nelle savane della parte settentrionale del parco vivono specie tipiche di questo habitat, come leoni, bufali africani, elefanti, kob dell'Uganda (una forma di antilope comune in questo Paese) e la rara giraffa di Rothschild. La parte meridionale del parco è costituita principalmente da foresta arida. Nella parte occidentale dominano praterie ondulate e paludi di papiro, mentre la savana alberata orientale è separata dalla savana erbosa da una fitta foresta.
Il parco prende il nome dalle cascate Murchison. In questo punto il Nilo Vittoria, un settore del Nilo Bianco, precipita in modo spettacolare con un dislivello di 43 m dopo aver attraversato uno stretto punto del Rift dell'Africa orientale e si getta nel lago Alberto, che lascia nuovamente per proseguire verso nord. In questa zona il Nilo Vittoria delimita il confine occidentale del parco nazionale. Sotto le cascate Murchison vi sono coccodrilli del Nilo che si nutrono anche degli animali caduti vittima della cascata, come ippopotami e uccelli. Qui è possibile trovare anche il raro becco a scarpa.
Nella parte sud-orientale del parco si trova la foresta di Budongo (Bodongo Forest Reserve), nella quale vivono i tipici abitanti della foresta pluviale e soprattutto diverse popolazioni di scimpanzé.
Il parco è in attesa di una prossima reintroduzione del rinoceronte bianco. Per il momento i rinoceronti sono “allevati” nello Ziwa Rhino Sanctuary.

## Storia
La Bunyoro Wildlife Reserve, nucleo originario del parco, venne istituita come riserva di caccia già nel 1910. La regione intorno alle cascate Murchison, da sempre scarsamente popolata, venne evacuata dall'amministrazione coloniale britannica a partire dal 1930 dopo una rinnovata epidemia di malattia del sonno con lo scopo di contenere la diffusione della malattia, in quanto le mosche tse-tse sono qui particolarmente numerose. Solo allora nacque l'idea di creare un parco faunistico che proteggesse anche il suggestivo paesaggio naturale immediatamente intorno alle cascate.
Winston Churchill, durante una visita negli anni '20, ebbe l'idea di costruire un ponte sulle cascate, ma l'unico passaggio finora realizzato che attraversasse il Nilo risale al 1961, quando venne costruita una passerella direttamente sul bordo superiore delle cascate. Tuttavia, questa venne spazzata via 14 mesi dopo, nel 1962, da un'inondazione. Dal momento che la passerella aveva compromesso la spettacolarità paesaggistica del luogo, sia dall'alto che dal basso (era infatti visibile in tutte le foto delle cascate scattate da quasi tutte le prospettive), essa non è più stata ripristinata, anche se i supporti di cemento ancorati nella roccia sono ancora lì e sembrano essere ancora stabili.
Nel 1954 la riserva divenne l'attuale parco nazionale Murchison Falls. Dal 1960 fino all'avvento al potere di Idi Amin, il parco divenne una delle destinazioni turistiche più popolari dell'Africa orientale e il lussuoso lodge di Paraa non aveva nulla da invidiare agli altri alloggi di lusso della regione.
Dopo l'inizio della dittatura di Idi Amin Dada, il parco venne ribattezzato parco nazionale Kabalega (Kabalega Falls National Park) nel 1972. Contemporaneamente, ufficiali corrotti presero il potere nel parco e centinaia di elefanti vennero massacrati a colpi di mitragliatrice per «ricavarne» avorio. Altre specie animali, in particolare leoni e leopardi, vennero cacciate fin quasi all'estinzione a causa della loro pelliccia o dei loro trofei. La popolazione di elefanti passò dai 14.309 esemplari del 1973 ai 6030 dell'anno successivo e ai 2246 del 1975. I rinoceronti bianchi e neri, che un tempo coesistevano nella regione, vennero sterminati. Mentre negli anni '60 la popolazione di elefanti eccessivamente numerosa causava gravi danni ad alberi e cespugli, provocando danni alla boscaglia e l'erosione in alcuni luoghi, soprattutto a nord del Nilo, le vaste distese della savana divennero allora quasi completamente prive di grandi vertebrati. Fino alla fine degli anni '90, la provincia del Nilo occidentale era considerata una regione poco sicura nella quale erano attivi vari gruppi di ribelli, in particolare il cosiddetto Lord's Resistance Army con i suoi bambini soldato. Dalla fine degli anni '90 sono state istituite e ampliate le infrastrutture turistiche.
A seguito della scoperta del petrolio nel Rift Albertino, una grande strada con un ponte sul Nilo Vittoria è stata costruita proprio attraverso il parco nazionale.

## Turismo
Il parco è raggiungibile da Kampala in circa 5 ore di macchina via Luweero - Nakasongola - Masindi (con una strada asfaltata fino a quest'ultima località) o da nord via Pakwach.

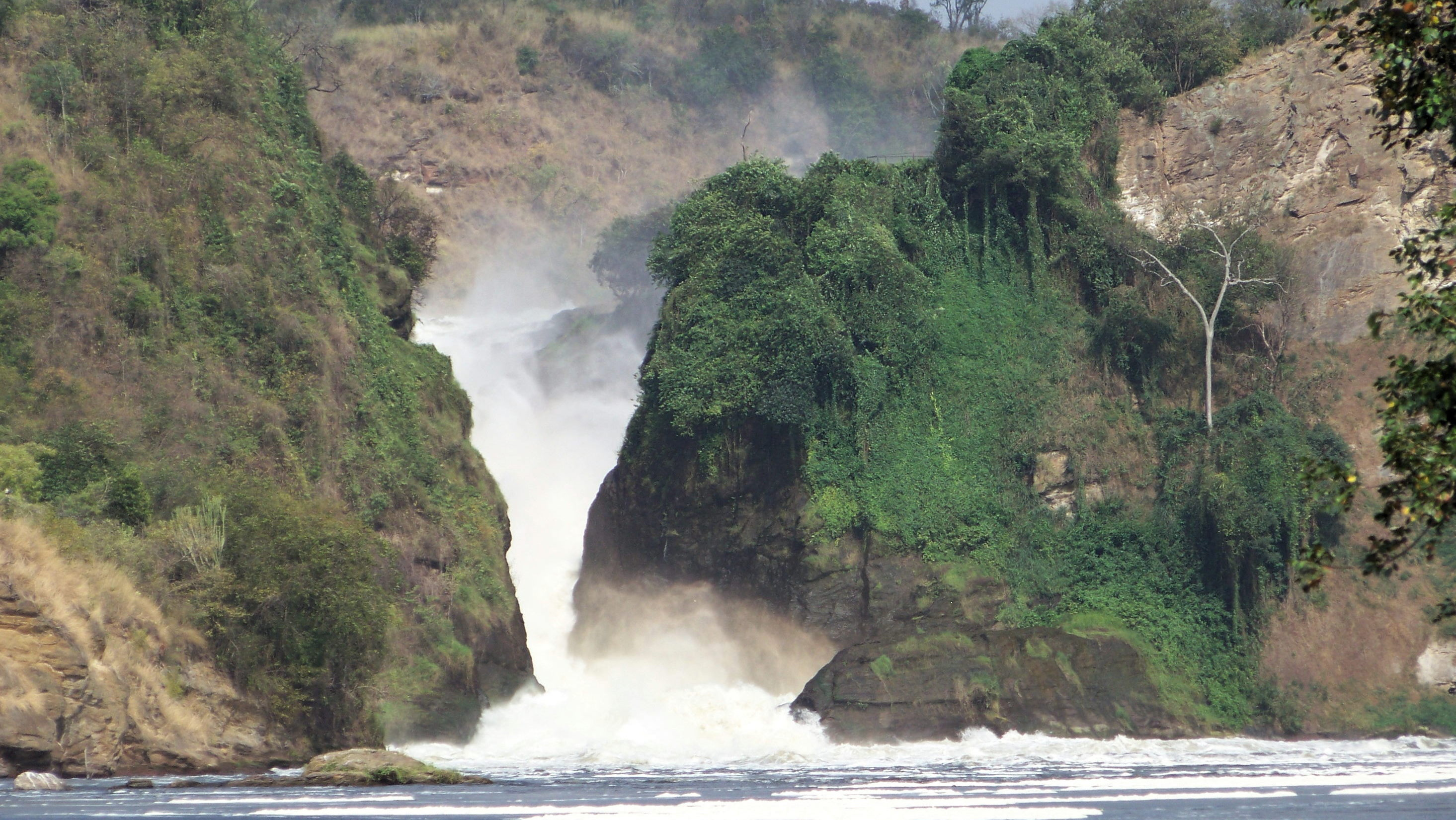
Le cascate Murchison viste dal Nilo.